# Philipp Veit

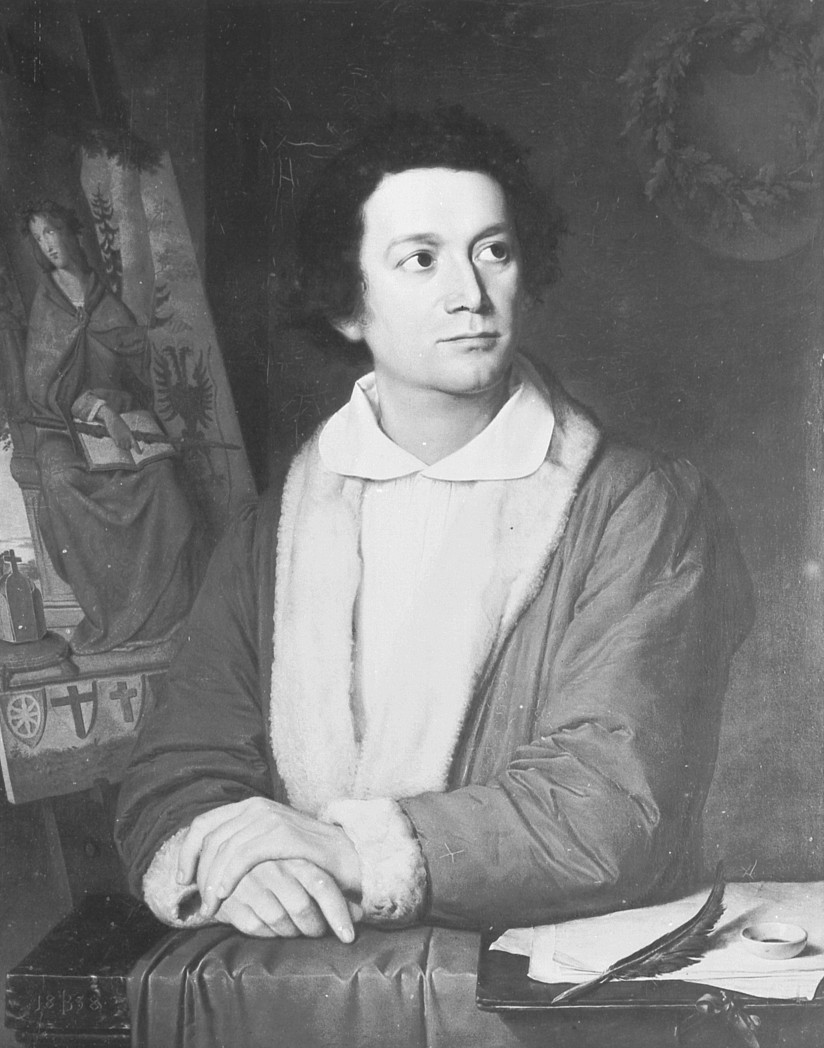
Philipp Veit, porträtt av Joseph Binder.

Philipp Veit, född den 13 februari 1793 i Berlin, död den 18 december 1877 i Mainz, var en tysk målare.
Veit, som var son till en judisk bankir, övergick 1803 med sin mor och en bror till kristendomen och kom, då modern skilde sig från sin man och gifte sig med Friedrich Schlegel, som på samma gång blev romersk-katolik, under omedelbart inflytande av nyromantiken. Han studerade 1809-11 vid konstakademien i Düsseldorf och därefter i Wien. Han deltog som frivillig i kriget mot Frankrike 1813-15 och begav sig efter krigets slut till Rom, där han 1816 slöt sig till Overbeck, Cornelius och Schadow. Man var då sysselsatt med freskerna i Casa Bartholdy, där Veit fick utföra ett par bilder ur Josefs historia (nu i Berlins nationalgalleri). I den ena av dessa, Josef och Potifars hustru, lyckades han enligt samstämminga bedömare ej så bra, varemot han ådagalade förmåga av både skön och lyckad karakteristik i Josefs dröm (kartongen i Städels institut i Frankfurt). 
Han fick därefter uppdrag att i Museo Chiaramonti (Vatikanen) måla en Allegori över restaurationen av Colosseum; och när Cornelius kallades från sina arbeten i Villa Massimo, där bilder ur Dantes "Commedia divina" skulle utföras, målade Veit, delvis efter Cornelius utkast, Paradiset. Hans främsta arbete i Rom var en altartavla i Trinità de Monti, Madonnan med två änglar. Till hans i Rom utförda arbeten hör även Religionens triumf, fresk i Vatikanen, Judit och Kristusbarnet frambäres i templet, i florentinsk 1400-talsstil (i Städels institut i Frankfurt). För sistnämnda konstanstalt var han direktör 1830-43, varefter han slog sig ned i förstaden Sachsenhausen och 1854 flyttade till Mainz, där han blev galleriets direktör. 
Under första åren i Frankfurt målade han Sankt Georg för kyrkan i Bornheim, Kvinnorna vid graven och Konsternas införande i Tyskland genom kristendomen (fresk i Institutet i en mild, eterisk form) jämte allegorier av Italia och Germania. Sedan han 1843 avgått från Institutet (av religiösa betänkligheter, emedan man för dess räkning inköpt Lessings bild "Hus inför konsiliet"), målade han Marias himmelsfärd (domen i Frankfurt, 1846), I väntan på världsdomen (utkast till målning för domkyrkan i Berlin 1847, i Nationalgalleriet) och för kungen av Preussen dels en replik av Kvinnorna vid graven, dels Den barmhärtige samaritanen, egendomligt framställande Kristus som samaritanen, räddande en sårad vid kanten av en avgrund, medan Mose och Aron går förbi honom. Åt kungen målade han även Det egyptiska mörkret, framställt i symboler, och gjorde i teckning ett utkast till Förhärligande av den kristna kyrkan och den preussiska staten. Veit, som dessutom målade porträtt (självporträtt som ung och som 80-årig i galleriet i Mainz), hade flera lärjungar, av vilka Rethel var den främste.